# Corteva
Corteva, Inc. eller Corteva Agriscience er en amerikansk agrikemi- og frøvirksomhed. I 2019 blev virksomheden oprettet som et virksomhedsspin-off fra DowDuPont's agrikemi division.